# Región Flamenca
La Región Flamenca (en neerlandés: Vlaams Gewest), comúnmente llamada Flandes (Vlaanderenⓘ)), es una de las tres regiones que componen Bélgica. Su capital es Bruselas y se constituye, como lo prevé el artículo 5 de la Constitución belga, de las provincias de Amberes, Brabante Flamenco, Flandes Oriental, Flandes Occidental y Limburgo.
La región tiene una superficie de 13 522 km² y una población de aproximadamente 6 552 000 habitantes, lo que representa un 40 % de la superficie y un 60 % de la población belga.

## Historia
Durante la guerra de las Galias, Julio César incorporó este territorio a la República romana. Se vio afectada por las invasiones germánicas del siglo V. Los germanos que se asentaron aquí fueron los francos ripuarios. Después se vio sometida al poder merovingio, que dividió el territorio en condados. En esta época se crearon abadías benedictinas como la de San Bertín.
Reinando Balduino II (conde desde 879 hasta 918), se creó el condado de Flandes, en el año 892. Sin embargo, quedó dividido cuando los distritos pasaron a dominio francés en el siglo XII. Las restantes partes de Flandes cayeron en poder del vecino condado de Henao, en 1191.
Durante la Baja Edad Media, las ciudades comerciantes (especialmente Gante, Brujas e Ypres) hicieron de Flandes una de las regiones más urbanizadas de Europa, tejiendo lana de las tierras vecinas, fabricando tejidos tanto para uso doméstico como para la exportación.
Toda la zona pasó a los duques de Borgoña en 1384, en 1477 a la dinastía de los Habsburgo y, con Carlos I, se incluyó en el Imperio español. En 1512 formaron una circunscripción propia, la Circunscripción de Borgoña. El condado de Flandes siguió siendo un feudo francés en sus territorios occidentales, y un señorío del Sacro Imperio Romano Germánico en la parte oriental. En 1526, Francisco I de Francia cedió el condado de Flandes a Carlos I por el tratado de Madrid. Esto se confirmó en la Paz de las Damas de Cambrai de 1529. La soberanía se transmitió desde el reino de Francia al Sacro Imperio Romano.

### Flandes en los Países Bajos

#### La Reforma
Las 95 tesis de Lutero, publicadas en 1517, tuvieron un profundo efecto en los Países Bajos. Entre los ricos comerciantes de Amberes, las creencias luteranas de los comerciantes hanseáticos alemanes encontraron atractivo, quizá en parte debido a razones económicas. La difusión del protestantismo en esta ciudad se vio favorecida por la presencia de un claustro agustiniano (fundado en 1514) en el barrio de St. Andries. Lutero, él mismo un agustiniano, había enseñado a algunos de los monjes, y sus obras estaban impresas en 1518. Carlos V ordenó que se cerrase este claustro alrededor de los años 1525. Los primeros mártires luteranos vinieron de Amberes. La Reforma dio como resultado olas consecutivas de reforma que se superponían: una luterana, seguida por una militante anabaptista, luego una menonita y finalmente el movimiento calvinista. Estos movimientos existieron cada uno con independencia del resto.
La Pragmática Sanción de 1549, emitida por Carlos V, estableció los Países Bajos como las Diecisiete Provincias (o Países Bajos españoles en su sentido más amplio) como una entidad separada del Sacro Imperio Romano Germánico y de Francia. El cisma entre las provincias septentrionales calvinistas y las meridionales católicas dio como resultado la Unión de Utrecht y la Unión de Arrás, respectivamente.

#### Beeldenstorm

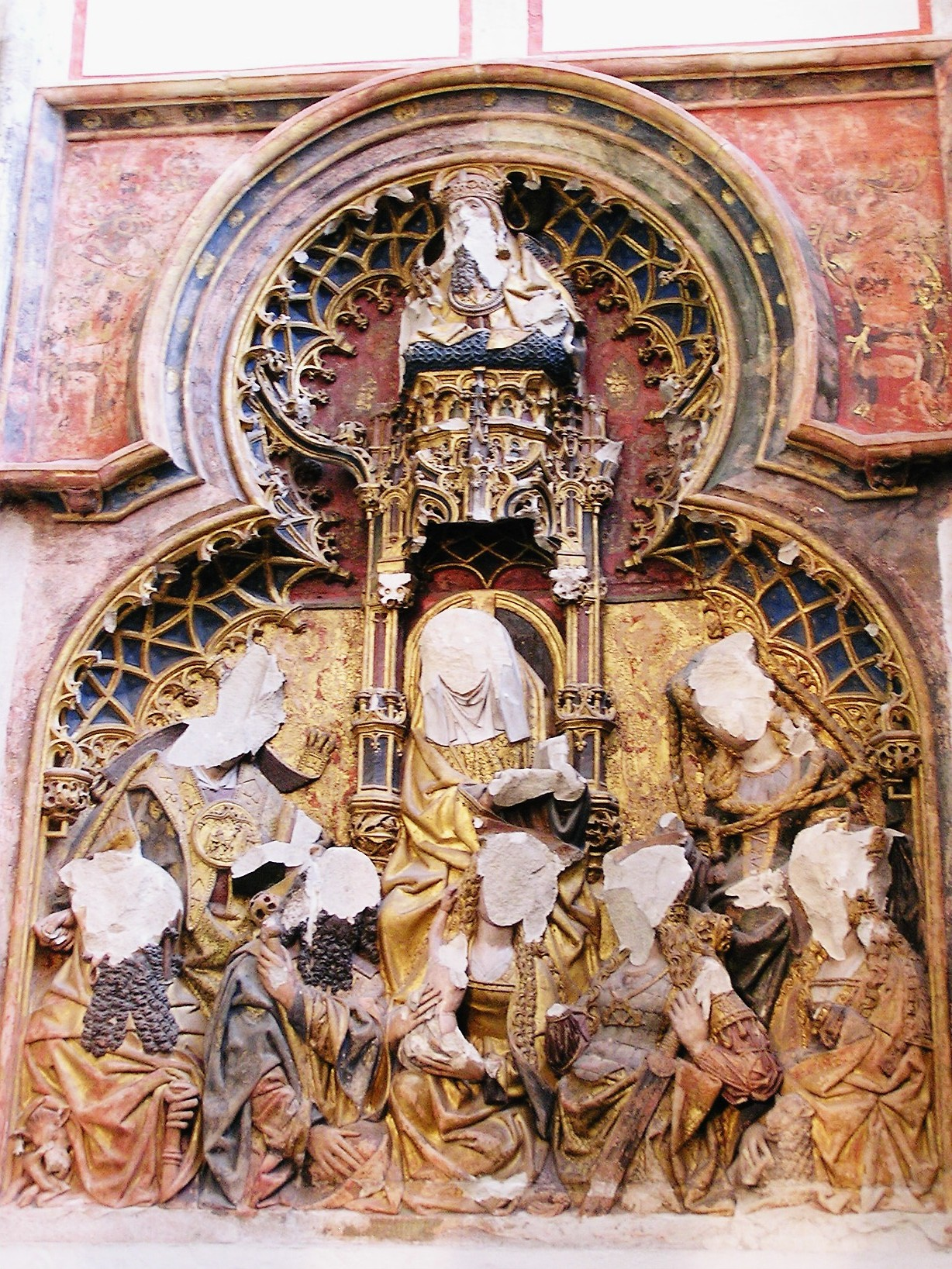
Estatuas en relieve de la Catedral de San Martín, Utrecht, Países Bajos atacadas durante la iconoclastia reformista en el siglo XVI.

Un rasgo distintivo de la Reforma fue la creencia de que una excesiva celebración de los santos y sus imágenes se había convertido en idolatría. Los esfuerzos por acabar con ella llevaron a la iconoclastia de 1566 (la Beeldenstorm) – la demolición de estatuas y pinturas que representaban santos. Esto se relacionaba con la guerra de religión que se estaba desarrollando entre católicos y protestantes, especialmente los anabaptistas. La Beeldenstorm comenzó en lo que actualmente es el distrito de Dunquerque en el Flandes francés, con sermones al aire libre (en neerlandés, hagepreken). El primero tuvo lugar en el Cloostervelt cerca de Hondschoote. El primer gran sermón se celebró cerca de Boeschepe el 12 de julio de 1562. Estos sermones al aire libre, en su mayoría de signo anabaptista o menonita, se difundieron por todo el país. El 10 de agosto de 1566, al final de la peregrinación entre Hondschoote y Steenvoorde, la capilla del Sint-Laurensklooster (Monasterio de San Lorenzo) fue desfigurada por los protestantes. La iconoclastia dio como resultado no solo la destrucción del arte católico, sino también la vida de muchos sacerdotes. Luego se extendió a Amberes, y el 22 de agosto, a Gante. Se atacó una catedral, ocho iglesias, veinticinco claustros, diez hospitales y siete capillas. Desde allí, se extendió aún más al este y al norte, pero en total no duró más de un mes.
El hijo de Carlos I, el rey Felipe II de España, un devoto católico y autoproclamado protector de la Contrarreforma, quien era también el duque, conde o señor de cada una de las Diecisiete Provincias, suprimió el calvinismo en Flandes, Brabante y Holanda. Lo que hoy se corresponde aproximadamente con el Limburgo belga era parte del obispado de Lieja y era católico de facto. Parte de lo que hoy es el Limburgo neerlandés apoyaba la Unión de Arrás, pero no la firmó.

#### La guerra de los Ochenta Años
En 1568 las Diecisiete Provincias que firmaron la Unión de Utrecht comenzaron una revuelta contra Felipe II: la guerra de los Ochenta Años. Las tropas españolas rápidamente comenzaron a combatir a los rebeldes, pero antes de que la revuelta pudiera ser totalmente derrotada, había estallado la guerra entre Inglaterra y el Imperio español, forzando a las tropas españolas de Felipe a detener su avance. Mientras tanto, los ejércitos españoles ya habían conquistado las importantes ciudades comerciales de Brujas y Gante. Amberes, que era uno de los puertos más importantes del momento, también tenía que ser reconquistada. El 17 de agosto de 1585, cayó Amberes. A partir de 1568 y hasta 1648 se desarrolló la guerra de los Ochenta Años entre lo que a partir de 1585 eran los Países Bajos de los Habsburgo al Sur y las Provincias Unidas del norte.

#### Los Países Bajos meridionales

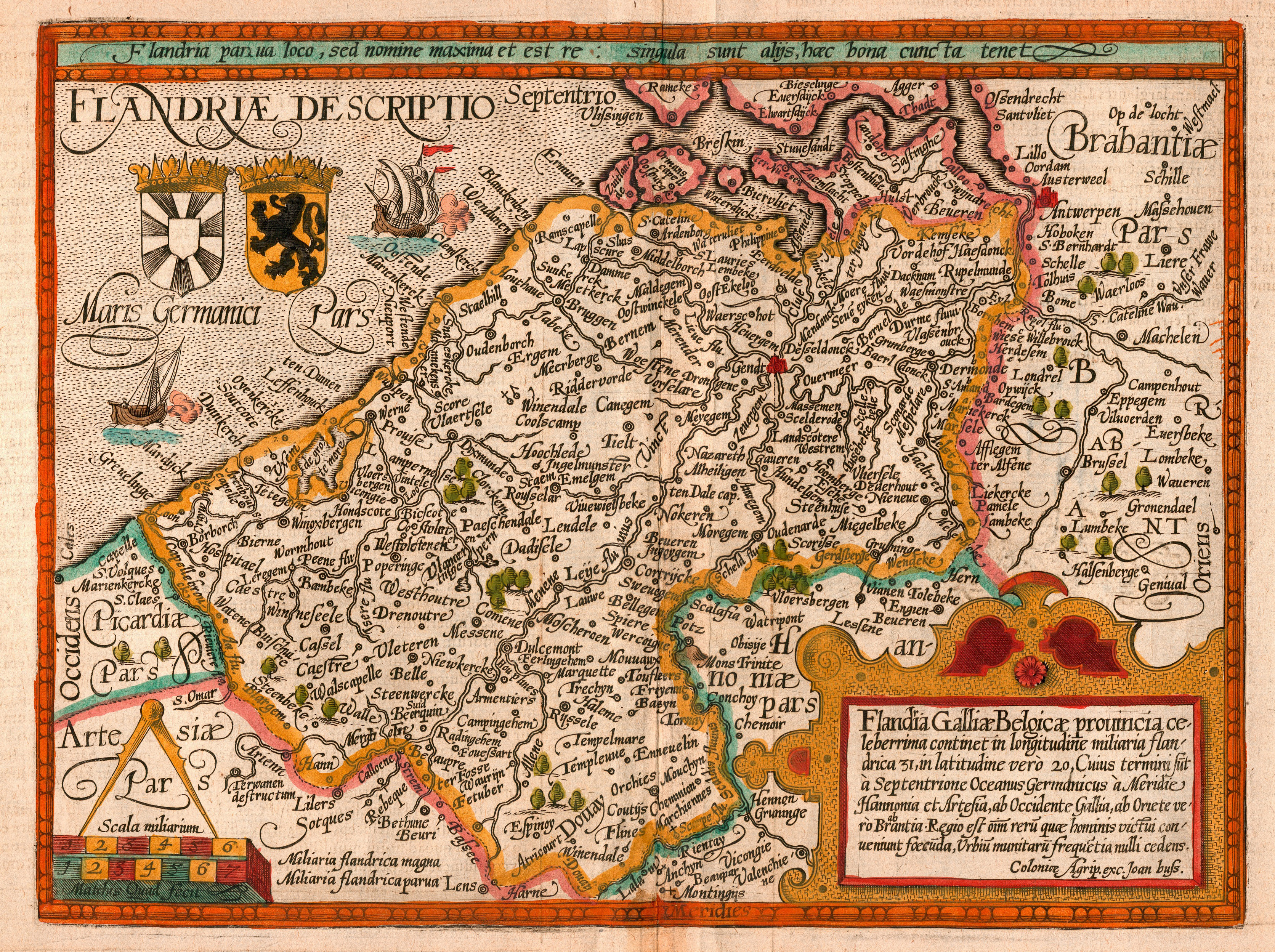
Mapa de 1609 del condado de Flandes.

Los distritos occidentales de Flandes pasaron finalmente a Francia tras diferentes tratados de 1659 (Artois), 1668, y 1678. Así, la región de Dunkerque pasó a formar parte de Francia desde 1662 y la de Lille en 1668. El Tratado de Utrecht (1713) dejó el resto de Flandes a los Habsburgo de Austria.
Durante la Revolución francesa, las tropas republicanas invadieron este Flandes austriaco. En el Congreso de Viena (1814), Flandes fue declarado como provincia de los Países Bajos.

### Reino de Bélgica
En 1830 se creó el Reino de Bélgica, y Flandes fue una de las provincias que lo formó. Este territorio se vio afectado tanto por la Primera Guerra Mundial como por la Segunda. Flandes, como el conjunto de Bélgica, fue testigo de parte de las grandes pérdidas humanas del Frente occidental en la Primera Guerra Mundial, en particular por las tres batallas de Ypres. Debido a los cientos de miles de bajas en Ypres, las amapolas que brotaron después en el campo de batalla, más tarde inmortalizadas en el poema canadiense «In Flanders Fields», escrito por John McCrae, se han convertido en un símbolo de las vidas perdidas en la guerra. Durante el período de entreguerras y la Segunda Guerra Mundial, surgieron en Bélgica varios partidos nacionalistas y de extrema derecha, y de ellos los flamencos se nutrían del sentimiento de discriminación por los valones contra los flamencos. El gobierno alemán prometió a los flamencos más derechos, por lo que algunos de ellos colaboraron con el régimen nazi.
Después de la guerra, los colaboracionistas (o gente que era Zwart, «Negra» durante la guerra) fueron perseguidos y castigados. Y entre ellos había muchos nacionalistas flamencos, cuyo principal objetivo era obtener más derechos para Flandes. Como resultado de esto, hasta la actualidad el nacionalismo flamenco se suele asociar a la derecha política y las ideologías fascistas. Particularmente desde la Segunda Guerra Mundial, Flandes ha sufrido una espectacular transformación: ha pasado de ser una región agrícola en el siglo XIX y comienzos del siglo XX, a una región que creció y prosperó con una gran fortaleza económica. La educación, un próspero clima social y una gran productividad fueron los factores cruciales en esta evolución.

## Instituciones y política
La ciudad de Bruselas combina su condición de sede de la Comisión Europea y otras instituciones de la Unión Europea, así como de otros organismos internacionales, además tiene un carácter cosmopolita y a la vez tradicional. Importantes lugares son: la Grote Markt, una de las plazas más bellas del mundo; el Ayuntamiento, de estilo gótico flamígero; la casa del Rey y los treinta y nueve edificios gremiales, con sus hermosas fachadas barrocas; el Museo Nacional del Cómic; el Manneken Pis; el barrio Real; la catedral de San Miguel y Santa Gúdula; el Sablón; el parque del Cincuentenario; el Atomium, etc.

## División administrativa
La región de Flandes comprende cinco provincias:
1. Amberes
2. Limburgo
3. Flandes Oriental
4. Brabante Flamenco
5. Flandes Occidental

### Municipios
La Región de Flandes cuenta con trescientos municipios.

## Ciudades principales
Brujas (Brugge): es una ciudad con obras arquitectónicas notables, siendo algunos polos de atracción turística los canales medievales, la plaza mayor, el ayuntamiento del siglo XIV, el palacio del Brugse vrije, la catedral de San Salvador, la basílica de la Santa Sangre y el Beaterio.
Amberes (Antwerpen): a orillas del río Escalda, es la ciudad natal de pintores como Rubens o Van Dyck. También conocida por su trabajo con los diamantes. Algunas de las posibilidades más destacadas para visitar son: la plaza Mayor, el Ayuntamiento, su catedral gótica, la casa de Rubens, el Museo Plantin Moretus, el museo de Bellas Artes y el Museo Provincial del Diamante.

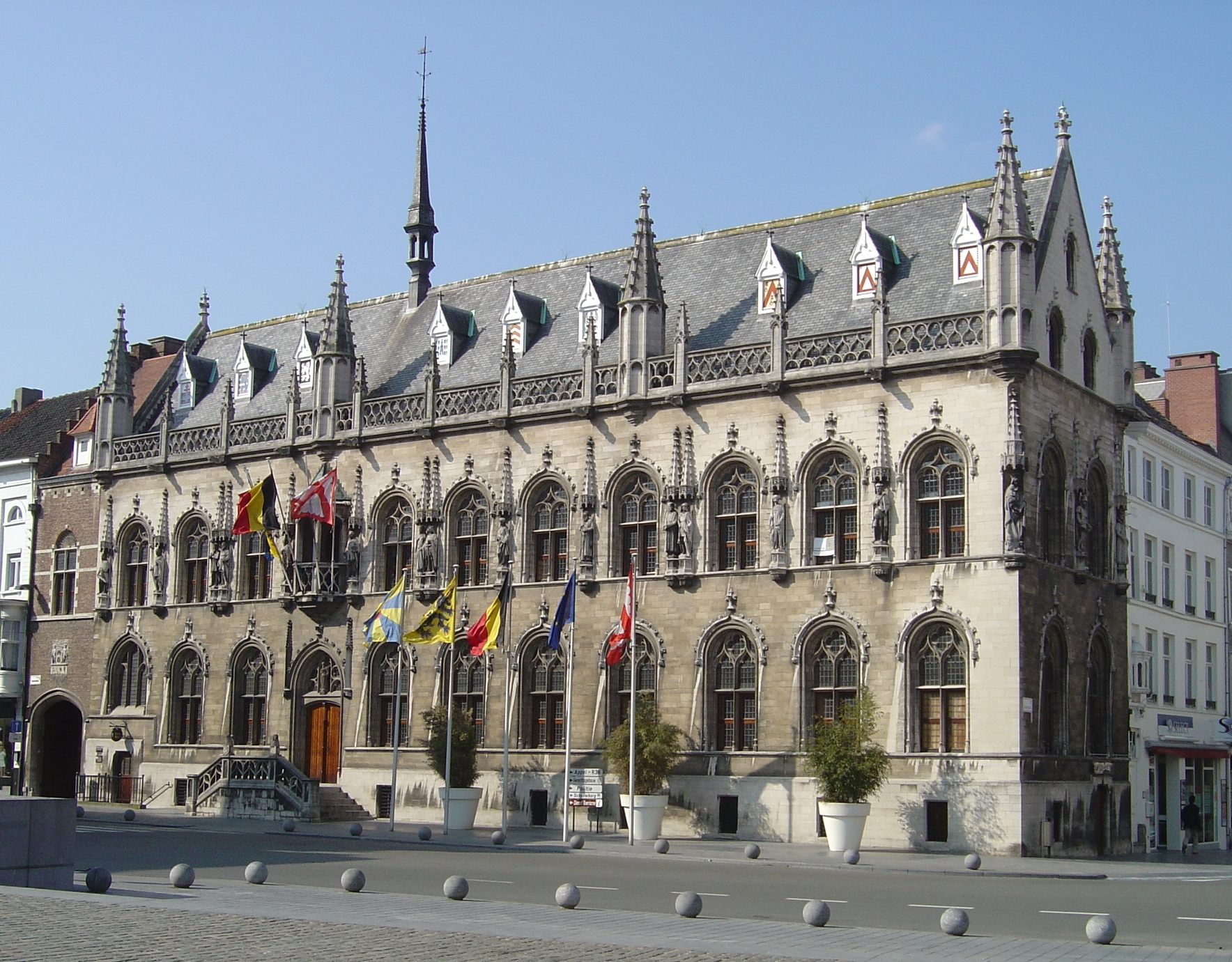
Ayuntamiento de Cortrique.

Gante (Gent): establecida en el cruce de los ríos Lys y Escalda. Geográficamente situada a escasos treinta minutos de otras ciudades como Brujas, Amberes y Bruselas. Contiene muchos puntos de interés como el castillo de los Condes, el muelle de los herboristas y el del trigo, el barrio de Patershol y la catedral de San Bavón.
Cortrique (Kortrijk): la ciudad de Cortrique se sitúa en la zona del Flandes Occidental con una situación privilegiada, entre Brujas, Gante y Lila. Es una preciosa e histórica población de aspecto medieval, en las estribaciones del río Leie. La vida de Cortrique ha estado siempre íntimamente ligada a su río, ya que este alimenta con sus aguas las fábricas de tejidos de lino en los que se realizan los famosos paños de Flandes.
Lovaina (Leuven): es la ciudad universitaria de Flandes por excelencia. Su universidad fue fundada en 1425. Lovaina también es conocida por su Grote Markt o Plaza Mayor, la iglesia de San Pedro, el imponente Ayuntamiento, el Salón de los Tejidos, el colegio Van Dale, la iglesia de San Miguel y el Gran Beaterio.
Malinas (Mechelen): ciudad muy importante a consecuencia de diferentes condiciones históricas como ser la capital de los Países Bajos (durante el periodo de los duques de Borgoña), centro neurálgico del poder clerical y ciudad en la que el emperador Carlos V vivió un largo periodo. Por todo esto y mucho más Malinas posee la preciosa catedral de San Romualdo, la iglesia de San Juan y la de San Pedro y San Pablo. También presenta gran interés cultural la escuela de carrillones y los talleres de restauración de tapices.
| Organización político-administrativa |
| La región de Flandes cuenta con 300 municipios divididos entre 5 provincias: 1. Provincia de Amberes (Antwerpen) 2. Provincia de Brabante Flamenco (Vlaams-Brabant) 3. Provincia de Flandes Occidental (West-Vlaanderen) 4. Provincia de Flandes Oriental (Oost-Vlaanderen) 5. Limburgo (Limburg) |

## Economía
Flandes concentra la mayor parte de la riqueza nacional de Bélgica. En 2019, la región constituía el 59,2 % del producto interior bruto de Bélgica. La actual economía flamenca está basada principalmente en las exportaciones. En cuanto a productividad, medida como el PIB generado por persona empleada, la Región Flamenca se sitúa por encima de la media de la Unión Europea. Asimismo, Flandes es un importante centro logístico debido a su situación geográfica y a su infraestructura de transporte multimodal.
Las exportaciones incluyen productos químicos y farmacéuticos, materiales de transporte, maquinaria, dispositivos y equipos electrónicos, productos minerales, plásticos y derivados, metales básicos, productos alimenticios y bebidas, perlas, gemas, metales nobles y diamantes, productos textiles y ópticos y equipos de precisión.

## Cultura y sociedad
Flandes cuenta con el 57,9 % de la población total belga. En esta región se habla neerlandés, denominado también flamenco, que conoce y emplea hasta un 70 % de la población belga.
Los grandes maestros de la pintura Van Eyck, Brueghel, Rubens y Van Dyck, entre otros, eran de origen flamenco y llevaron a cabo sus trabajos en Flandes. Existió una auténtica escuela flamenca de pintura de fama y alcance internacionales.
En primavera se disputa una importante prueba ciclista llamada el Tour de Flandes.

## El arte barroco
Frente a Países Bajos, en el siglo XVII Flandes sigue permaneciendo bajo la influencia católica de España. En arquitectura, el gótico dará paso al barroco, debido al escaso desarrollo del Renacimiento. Se construirán un gran número de conventos y abadías barrocos, de las numerosas órdenes religiosas que allí se instalaron, con estructuras suntuosas, que recogen los ecos de las construcciones principescas. Pero como en épocas anteriores, la manifestación artística más destacada y rica es la pictórica, que enlaza con la pintura flamenca tradicional y que muestra un desarrollo paralelo a la pintura neerlandesa, incluidos los nuevos géneros que en ella se desarrollan.
Se mantendrá la preocupación por el arte italiano, y la constante relación sobre todo con pintores venecianos. La figura más destacada, y uno de los genios de la pintura universal de todas las épocas, es Pedro Pablo Rubens, cuya obra tendrá una gran importancia trascendental en el resto de Europa. Junto a él trabajan pintores de una gran calidad como Jacob Jordaens, David Teniers el Joven, y Anton van Dyck.

## Elecciones regionales en Flandes
| Partido político | 1995      | 1995  | 1995      | 1999    | 1999  | 1999      | 2004       | 2004  | 2004      | 2009    | 2009  | 2009      | 2014      | 2014  | 2014      | 2019      | 2019  | 2019      |
| Partido político | Votos     | %     | Diputados | Votos   | %     | Diputados | Votos      | %     | Diputados | Votos   | %     | Diputados | Votos     | %     | Diputados | Votos     | %     | Diputados |
| CD&V             | 1.010.505 | 26,78 | 37        | 857.732 | 22,09 | 30        | 1.060.580* | 26,09 | 35        | 939.873 | 22,86 | 31        | 860.694   | 20,48 | 27        | 652.766   | 15,40 | 19        |
| VLD              | 761.262   | 20,18 | 26        | 855.867 | 22,04 | 27        | 804.578    | 19,79 | 25        | 616.610 | 14,99 | 21        | 594.469   | 14,15 | 19        | 556.630   | 13,13 | 16        |
| SP.A             | 733.703   | 19,45 | 26        | 582.419 | 15,00 | 20        | 799.325    | 19,66 | 25        | 627.852 | 15,27 | 19        | 587.903   | 13,99 | 18        | 438.589   | 10,35 | 13        |
| VB               | 465.239   | 12,33 | 17        | 603.345 | 15,54 | 22        | 981.587    | 24,15 | 32        | 628.564 | 15,28 | 21        | 248.840   | 5,92  | 6         | 783.977   | 18,50 | 23        |
| N-VA             | 338.173   | 8,96  | 9         | 359.226 | 9,25  | 12        | —          | —     | —         | 537.040 | 13,06 | 16        | 1.339.946 | 31,88 | 43        | 1.052.252 | 24,83 | 35        |
| Groen            | 267.155   | 7,08  | 7         | 451.361 | 11,62 | 12        | 308.898    | 7,60  | 6         | 278.211 | 6,77  | 7         | 365.781   | 8,70  | 10        | 428.696   | 10,11 | 14        |
| UF               | 44.053    | 1,17  | 1         | 36.683  | 0,94  | 1         | 43.391     | 1,07  | 1         | 47.319  | 1,15  | 1         | 34.741    | 0,83  | 1         | 28.804    | 0,68  | 0         |
| LDD              | -         | -     | -         | -       | -     | -         | -          | -     | -         | 313.176 | 7,62  | 8         | -         | -     | -         |           |       |           |
| PVDA             | -         | -     | -         | -       | -     | -         | -          | -     | -         | 42.849  | 1,04  | 0         | 106.114   | 2,53  | 0         | 225.593   | 5,32  | 4         |

*Coalición entre CD&V y N-VA.
En negrita, los partidos que formaron gobierno.